# Csilus Tamás
Csilus Tamás (Budapest, 1995. május 8. –) magyar labdarúgó-középpályás, a Budapest Honvéd játékosa.

## Pályafutása

### Klubcsapatokban
Gyerekkora óta a Ferencváros utánpótlásában focizott. 2013-ban Ricardo Moniz meghívta a Ferencváros törökországi edzőtáborába, ahol a FK Dnyapro Mahiljov ellen pályára is lépett, majd további edzőmérkőzéseken is szerephez jutott. Ezt követően 2013. február 20-án a Pápa elleni Ligakupa-mérkőzésen tétmérkőzésen is bemutatkozott az FTC színeiben. 2013. február 28-án profi szerződést kötött a Ferencvárossal.
2013. március 3-án az NB1-ben is bemutatkozott, Moniz a Pápa elleni mérkőzés utolsó perceiben küldte pályára.
2017 nyarán a Nyíregyháza Spartacushoz írt alá kétéves szerződést.
2023 júniusában a Kolorcity Kazincbarcikához igazolt.

## Sikerei, díjai
Ferencvárosi TC
- Magyar-ligakupa-győztes: 2013